# Брадавичаста свиња
Брадавичаста свиња (Phacochoerus africanus) је врста свиње која живи у саванама, травњацима и шумама подсахарске Африке. Назив врсте долази од четири велике избочине попут брадавица које се налазе на лицу свиње, а служе као резерва масти и користе се за одбрану када се мужјаци боре.

## Опис
Глава и дужина тела крећу се од 0,9 до 1,5 м, а висина од 63,5 до 85 cm. Женка брадавичасте свиње тешка је од 45 до 75 kg, обично су мало мање и лакше од мужјака, који су тешки од 60 до 150 kg. Брадавичаста свиња је препознатљива по два пара кљова које вире из уста и вијугају према горе. Доњи пар је далеко мањи од горњег пара, кљове су врло оштре због трљања горњег пара сваки пут када отвара и затвора уста. Горњи очњаци могу нарасти до 25,5 cm, у пресеку су готово правоугли, око 4,5 cm су дубоки и 2,5 cm широки. Кљова се уздиже 90 степени или више од корена, како расте савија се према назад. Кљове се не користе за копање, већ за борбу с` другим брадавичастим свињама, и у одбрани од грабљиваца. На леђима има велику гриву, која се од главе спушта дуж кичме до средине леђа. Проређена длака покрива цело тело. Боја је обично црна или смеђа. Реп је дуг, на његовом крају налази се прамен. Заједничко брадавичастим свињама је што немају поткожног масног ткива и длака је проређена, што их чини осетљивим на екстремне температуре. Ваљањем у блату се штите како од ниских тако и од високих температура.
Брадавичаста свиња је прилагођена испаши у саванама. Храни се травама, коренима, бобицама и инсектима. Оне углавном заузимају напуштене јазбине, мада јаким кљовама и ногама могу и копати нове. У тим јазбинама се смештају увек главом окренутом према отвору како би лакше и брже побегле од напада предатора. Поред људи главни предатори су им лавови, крокодили, леопарди и хијене.

## Друштвено понашање
Брадавичасте свиње живе у крдима и нису територијалне животиње, живе на одређеном подручју, али га не бране од других јединки своје врсте. Женке живе са младима и другим женкама. Оне углавном остају у крду у ком су рођене, док мужјаци одлазе из крда, али остају на истом подручју. Млади мужјаци се удружују у крда, али кад одрасту живе сами. Одрасли мужјаци се придружују крдима женки у време парења. На лицу имају две жлезде једна је кљовна жлезда, а друга жлезда лојница. Свиње оба пола почињу да обележавју своје подручје у узрасту од око шест до седам месеци. Мужјаци то чине чешће од женки. Места која обележавају укључују јазбину за спавање и подручје храњења и појилиште. Кљовне жљезде користите се за удварања, за борбу и утврђивање статуса.

## Размножавање
Брадавичасте свиње почињу да се паре крајем кишне или почетком сушне сезоне, док рађање почиње почетком следеће кишне сезоне. Мужјаци се паре са већим бројем женки, зависно од њихове спремности. Они се често међусобом боре за женке и чувају их једни од других. У време парења мужјак чека женку да се појави ван јазбине, након чега почиње да је следи, а у тренутку кад је спремна долази до парења. Доминантни мужјак протерује све друге мужјаке који покушавају да се паре са женкама у његовој близини.
Типичан период скотности је пет или шест мјесеци. Када су спреме да се опрасе женке привремено напуштају своја крда и прасе се у посебној јазбини. Легло се састоји од два до осам прасића, обично од два до четири прасета. Женка остаје у рупи неколико недеља дојећи прасад. У случају да изгуби своје легло женка некад прихвата друге прасиће. Прасићи почињу да пасу са око две до три недеље старости, а престају да сисају са шест месеци старости.